# Klasmühle
Klasmühle, in alten Schriften auch Clasmühle genannt, ist ein Ortsteil in Oberodenthal der Gemeinde Odenthal im Rheinisch-Bergischen Kreis.

## Lage und Beschreibung
Klasmühle liegt im Scherfbachtal zwischen Steinhaus und Meegen auf halbem Weg zwischen Odenthal und Bechen. Die frühere namensgebende Mühle wurde vom Klasmühlenbach angetrieben.

## Geschichte
Der Name Klasmühle ist entstanden aus dem Vornamen Klas (Kurzform von Klaus bzw. Nikolaus), es handelte sich also um eine Mühle, die einem Klas gehörte.
Die erste urkundliche Erwähnung stammt vom 14. November 1347. In der entsprechenden Urkunde werden Johann Köhler und dessen Schwiegersohn Gerhard von der Mühle als Bewohner aufgelistet. Für das Jahr 1399 erfahren wir, dass Klasmühle zum Hofgericht Scherf gehört. Die Klasmühle war die Bannmühle von Altenberg. Der Mühlenzwang wurde 1479 auf die Honschaften Breidbach und Scherf ausgedehnt. Zu dieser Zeit war Klasmühle Teil der Honschaft Scherf.
1539 wird berichtet, der Amtmann von Miselohe, von Steinen, sei im Besitz der Mühle „auff deme Wasser, die Scherff genantt“. Diese Mühle war den Vorfahren des Amtmanns erblich übertragen worden. 1586 wird in der Steuerliste ein Johann in der Klaßmüll und ein Johann, Halfe in der Klaßmüll genannt, 1658 finden ein Thönnis in der Claßmühlen und ein Wilhelm in der Claßmühlen Erwähnung. Der Amtmann wiederum hatte seinen Sitz im benachbarten Amtmannscherf.
Während des Spanischen Erbfolgekriegs hatten auch die Odenthaler ihre Beiträge zur Landesverteidigung zu leisten. In diesem Zusammenhang wird unter anderem ein Peter in der Claßmüllen aufgelistet. Er hatte 17 Faschinen und 51 Pfähle zu stellen.
Um 1760 ist von dem „Rittersitz Scherven samt der Ohligsmühl“ die Rede.
Carl Friedrich von Wiebeking benennt die Hofschaft auf seiner Charte des Herzogthums Berg 1789 als Clasmühl. Aus ihr geht hervor, dass Klasmühle zu dieser Zeit Teil von Oberodenthal in der Herrschaft Odenthal war.
Unter der französischen Verwaltung zwischen 1806 und 1813 wurde die Herrschaft aufgelöst und Klasmühle wurde politisch der Mairie Odenthal im Kanton Bensberg zugeordnet. 1816 wandelten die Preußen die Mairie zur Bürgermeisterei Odenthal im Kreis Mülheim am Rhein.
Der Ort ist auf der Topographischen Aufnahme der Rheinlande von 1824 und auf der Preußischen Uraufnahme von 1840 als Clasmuhl verzeichnet. Ab der Preußischen Neuaufnahme von 1892 ist er auf Messtischblättern regelmäßig als Klasmühle oder ohne Namen verzeichnet.

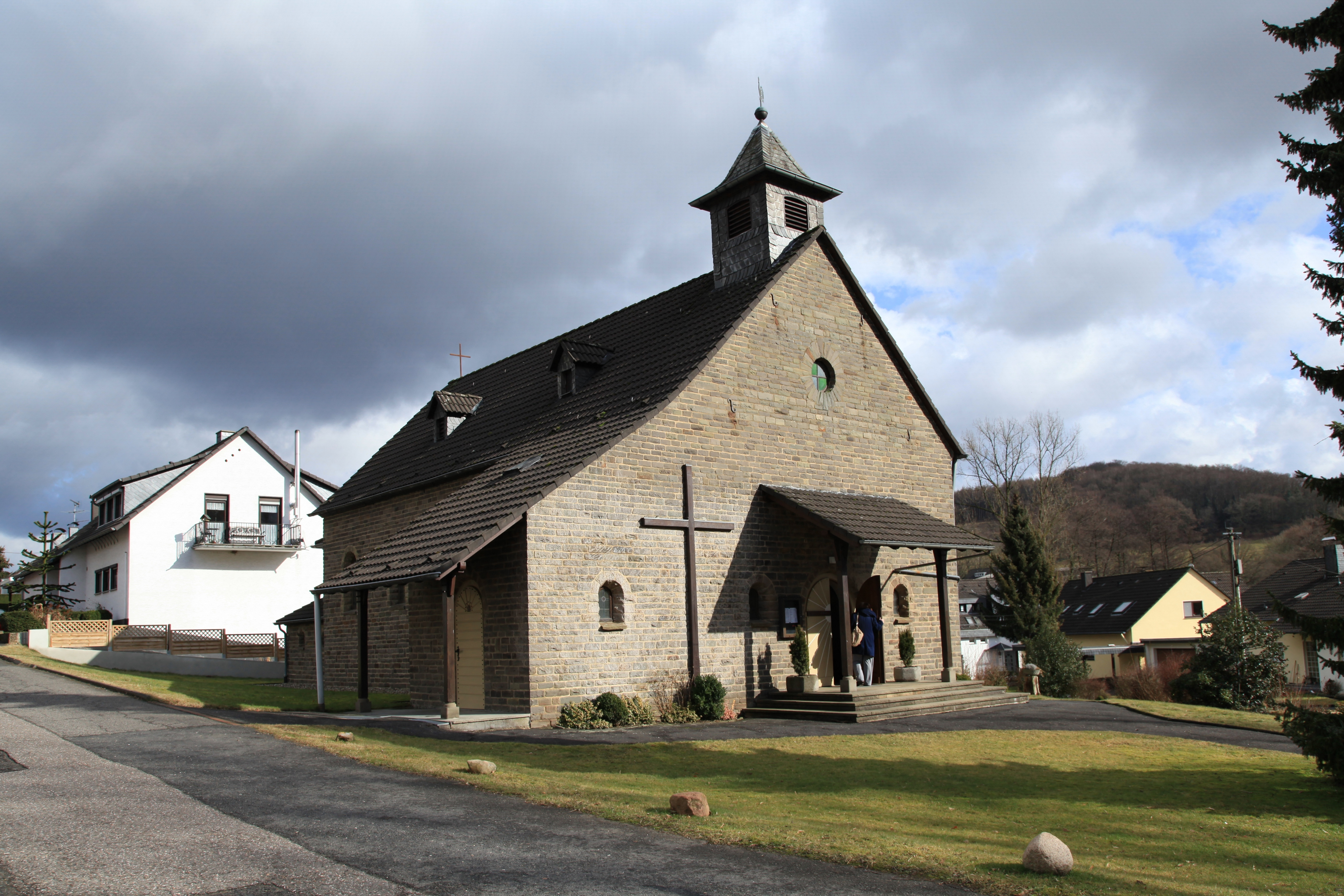
Heilig-Kreuz-Kirche in Klasmühle

Am 15. April 1876 wurde verfügt, dass die Kinder aus Clasmühle die Schule in Schallemich zu besuchen hatten. Seit mindestens 1921 gibt es in Klasmühle eine Filialkirche der Odenthaler Pfarrei, heute die 1948 gebaute Heilig-Kreuz-Kirche.
| Jahr | Einwohner | Wohn- gebäude | Kategorie  | Bemerkung         |
| ---- | --------- | ------------- | ---------- | ----------------- |
| 1822 | 37        |               | Mühle      | genannt Klaßmühl  |
| 1830 | 44        |               | Ackergut   | genannt Clasmühl  |
| 1845 | 59        | 9             | Ackergüter | genannt Clasmühle |
| 1871 | 73        | 10            | Hofstelle  | genannt Clasmühle |
| 1885 | 44        | 10            | Wohnplatz  |                   |
| 1895 | 32        | 6             | Wohnplatz  |                   |
| 1905 | 27        | 5             | Wohnplatz  |                   |